# Milan Milić
Milan Milić, en serbe : Милан Милић, né le 14 mai 1998 à Aleksandrovac, est un handballeur professionnel international serbe. Il mesure 1,98 m et pèse 85 kg. Il joue au poste d'arrière droit pour le club du HBC Nantes depuis la saison 2020-2021. 

## Biographie
Originaire de Aleksandrovac, Milan Milić intègre le centre de formation du RK Metaloplastika Šabac avant de passer professionnel au sein du club serbe en 2018. En 2020, il part du côté de la France en signant au HBC Nantes. Il ne parvient toutefois pas à s'imposer à Nantes et rejoint en 2022 le RK Zagreb puis au bout de 3 mois le Vojvodina Novi Sad.

## Carrière internationale
En 2019, il est sélectionné pour représenter la Serbie au Championnat du monde 2019.

## Palmarès

### En club
Compétitions internationales
- 4e de la Ligue des champions (1) : 2021

Compétitions nationales
- Deuxième du Championnat de Serbie (1) : 2019
- Deuxième du Championnat de France (1) : 2022
- Finaliste de la Coupe de France (1) : 2022
- Vainqueur de la Coupe de la Ligue (1) : 2022

### En sélection
- 18e place au Championnat du monde 2019
- Médaille de bronze aux Jeux méditerranéens de 2022